# 地球靜止軌道

同一静止轨道上的两颗卫星

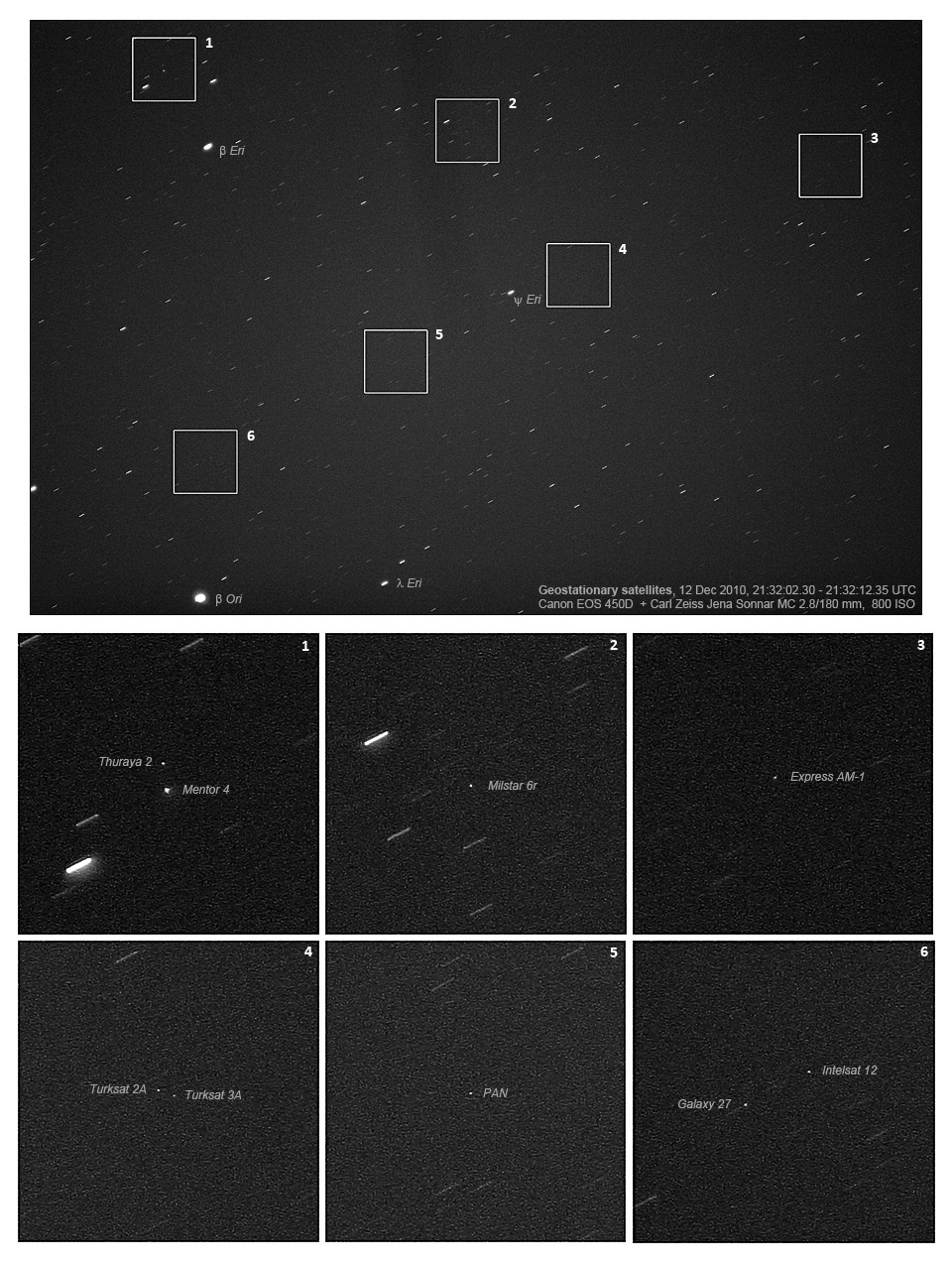
一部分地球静止轨道带的5×6度视图，其中有几个静止轨道卫星。倾角为0°的卫星形成了一条横跨图像的对角线带；在这条线上面可以看到一些与赤道有小倾角的物体。卫星是固定的，而其他恒星由于地球自转而留下了细小的轨迹。

地球静止轨道（或称地球赤道同步轨道）是指地球赤道面上方35,786km的圆形轨道，该轨道上航天器的运行方向和地球自转方向一致。在地球静止轨道上的航天器绕地球运行一周的时间和地球自转周期（一恒星日）相同，因此，在地面观测者看来，这样的航天器是在天空固定不动的。通信卫星和气象卫星一般运行在静止轨道，因此地面站天线只要对准卫星的定点位置就可以通讯，而不用转动天线。利用这个特点，把携带有可见光和近红外光传感器的海洋卫星发射到静止轨道上，这样就可以监测海洋环境的细微变化，比如GOCI卫星。
地球静止轨道是地球同步轨道的一个特例，二者之间有一些区别，地球同步轨道上的卫星每天在同样的时间通过地球上的同一个点，而地球静止轨道上的卫星一直固定在定点位置不动。
第一个提出把地球同步卫星用于通信的人是赫爾曼·波托奇尼克，他于1928年提出了这个设想（但并没有广为人知）。George O. Smith在系列科幻小说Venus Equilateral的第一个故事中提到了地球静止轨道，这是静止轨道第一次出现在大众文学作品中，但Smith并没有进行深入的探讨。1945年，英国著名科幻作家亞瑟·查理斯·克拉克在无线世界发表了一篇题为“Extra-Terrestrial Relays – Can Rocket Stations Give Worldwide Radio Coverage?”的文章，对地球静止轨道的原理进行了详细解释，这也使得地球静止轨道这个概念广泛传播。克拉克承认，他引入的地球静止轨道概念和Smith的The Complete Venus Equilateral有联系。克拉克第一个阐明了静止轨道对于广播和中继通讯卫星的作用。所以，有时候地球静止轨道也被称为克拉克轨道。相应的，海平面以上大约35,786km的地方有一片区域被称为克拉克带，它位于赤道平面内，可作为类静止轨道来使用。另外，克拉克轨道的周长大约是265,000km。

## 实际应用
大多数商用通信卫星、广播电视卫星和辅助定位卫星运行在静止轨道上。通常情况下，低轨道卫星通过转移轨道进入到静止轨道。第一颗发射到静止轨道的卫星是美国的Syncom-3卫星，1964年由三角洲D火箭发射。
在全球范围内，运行着各种气象卫星网络，用以提供地表和大气的可见光与红外图像，这些卫星系统包括：
- 美国的GOES
- 欧空局发射的Meteosat（英语：Meteosat），该系统由欧洲气象卫星组织EUMETSAT负责运行
- 日本的Himawari
- 中国的“风云”系列卫星
- 印度的INSAT（英语：INSAT）系列卫星

### 轨道稳定性
地球静止轨道只能分布在赤道上空大约35,786 km的地方，在这个高度上，轨道速度为3.07 km/s，轨道周期为1,436分钟，很接近一个恒星日(23. 934461223小时)。这确保了卫星的运行周期和地球自转周期一致，因此卫星的星下点在地面固定不动。所以，所有的静止轨道卫星都必须运行在这条轨道上。
静止轨道上的航天器受到日月引力和地球扁率的叠加影响，导致其轨道平面不断发生进动。轨道进动周期约为53年，倾角的初始变化率约为0.85°/年，这导致每过26.5年倾角达到最大值15°。为了修正这项轨道摄动，航天器需要进行定期的轨道保持机动，每年用于修正倾角的总速度增量大约为50m/s。
第二个要考虑的效应是经度的漂移，这是由地球非球形导致的——赤道略呈椭圆形。静止轨道上有两个稳定的平衡点(75.3°E和104.7°W)和两个不稳定的平衡点(165.3°E和14.7°W)。位于静止轨道平衡点之间的航天器，在没有任何机动的情况下，会缓缓朝着两个稳定平衡点加速移动，这导致了经度的周期性变化。为了修正经度漂移效应，静止轨道卫星每年共需要大约2m/s的速度增量来进行位置保持机动，具体的数值取决于卫星的定点经度。
太阳风和辐射光压也会对卫星产生微小的作用力，随着时间增长，这些作用力会使得卫星逐渐漂移，最终离开其标称轨道。
在缺乏来自地球的维护服务和可再生推进剂的情况下，卫星位置保持任务消耗的推进剂限制了其寿命。目前使用的霍爾效應推進器是一种高效的电推进系统，将有可能延长卫星的使用寿命。

### 通信
静止轨道卫星距离地面相当遥远，所以地面与卫星的通信延迟很明显。信号从一个地面站到卫星再返回到另外一个地面站所需的时间大约为0.25秒，也就是说，信号从地面站A到达地面站B再返回地面站A所经历的时间接近0.5秒。
地球静止轨道卫星位于赤道的正上方，但越往南或往北，静止卫星在天空中的角度就越低。随着观测者的纬度增加，与卫星的通信变得更加困难，这是由于大气折射、地球热辐射、视线阻隔和地面与建筑物信号反射等因素的影响。当纬度高于81°时，静止轨道卫星将低于地平线，不可能被观测到。因此，俄罗斯的通信卫星采用椭圆的闪电轨道和凍原軌道，这种轨道上的卫星在高纬度地区的可见性极好。

### 轨道分配
静止轨道卫星都必须分布在赤道上空的同一个圆环上。在运行过程中，为了避免卫星受到不良的频率干扰，需要把静止轨道卫星分开来放置，这就意味着轨道位置是有限的，因此，静止轨道上运行的卫星数量也是一定的。不同国家为争得同一静止轨道位置（如经度相同而纬度不同的国家）和频率资源会发生矛盾，这样的矛盾可以通过国际电信联盟的轨道分配机制来协调解决。1976年，8个赤道国家通过了波哥大宣言，宣称这些国家拥有其领土上空静止轨道的主权，但这个宣言从未被国际社会承认。

### 静止轨道卫星寿命
当静止轨道卫星的燃料耗尽时，将不可能保持在之前的轨道位置，卫星的服务寿命就结束了。一般来说，卫星的推进剂耗尽时，其转发器以及星上其他系统还能正常工作。如果停止进行南北位置保持控制，一些卫星可以继续在倾斜轨道上运行（其星下点以赤道为中心画“8”字图案）。或者，可以把卫星轨道提升到墓地轨道处理掉。
2019年4月，国际通信卫星组织29e衛星僅運行3年就因推進劑洩漏而解體，碎片威脅該軌道其他衛星的運營安全。

## 高度計算
在圓形軌道，向心力由萬有引力提供。
{\displaystyle \mathbf {F} _{\text{c}}=\mathbf {F} _{\text{g}}}
{\displaystyle mr\omega ^{2}={\frac {GMm}{r^{2}}}}
{\displaystyle r^{3}={\frac {GM}{\omega ^{2}}}\to r={\sqrt[{3}]{\frac {GM}{\omega ^{2}}}}}
- ω 是角速度，一天是23小時56分4秒，一圈是2π

{\displaystyle \omega \approx {\frac {2\mathrm {\pi } ~\mathrm {rad} }{86\,164~\mathrm {s} }}\approx 7.2921\times 10^{-5}~\mathrm {rad} /\mathrm {s} }
- M 是地球質量 5.9736 × 1024 kg
- G 是萬有引力常數 6.67428 ± 0.00067 × 10−11 m3 kg−1 s−2

代入以上數字，得出地球靜止軌道的半徑是42,164公里。考慮地球半徑6,378公里，高度是35,786公里。
線速度則是：
{\displaystyle v=\omega r\approx 3.0746~\mathrm {km} /\mathrm {s} \approx 11\,068~\mathrm {km} /\mathrm {h} }
地球靜止軌道、伽利略定位系統、全球定位系統（GPS）、格洛納斯系統、北斗衛星導航系統、國際太空站及哈勃望遠鏡的半徑比較圖。另外，月球軌道半徑（385,000公里）是地球靜止軌道的大約9倍。

## 与地球同步轨道的关系
地球静止轨道是地球同步轨道的一个特例。二者的区别有三：
1. 轨道倾角有区别，地球同步轨道不一定在赤道面上方。
2. 观察者看到的现象不同，地球同步轨道上的卫星每天以相同的时间通过地球上的同一个点，地面观察者看到卫星是移动的；而地球静止轨道上的卫星一直固定在其定点位置不动。
3. 星下点（英语：Ground track）轨迹不同，地球同步卫星的星下点轨迹是一条8字形的封闭曲线。

## 外部連結
- 地球静止轨道与地球同步轨道的区别